# ¡Mamá, quiero ser artista!
Mamá, quiero ser artista es una comedia musical española o revista musical, con libreto de Juan José de Arteche, estrenada el 4 de febrero de 1986 en el Teatro Calderón de Madrid.

## Argumento
Una joven llega a Madrid desde un lugar ideterminado de la España rural, acompañada por su madre. Solo tiene una vocación en la vida: Triunfar en el mundo del espectáculo.

## Números musicales
- Por eso estoy aquí
- El ritmo de moda (Arteche, Montesinos, Algueró).
- La manuela (Alonso).
- La florista sevillana (Moraleda).
- Mamá, quiero ser artista (Toro, Algueró).
- La pasarela (Arteche, Montesinos, Algueró).
- Obertura (Algueró).
- El tropezón (Moraleda).
- Sueños de amor (Irueste).
- Horchatera valenciana (Alonso).
- Otra puerta se abrirá (Arteche, Montesinos, Algueró).
- Las chicas de la Cruz Roja, El día de los enamorados (Algueró).
- La reina de copas (Toro, A. Algueró).
- Farolillo verbenero (Alonso).
- Saludos despedida (Toro, Algueró).

## Montaje
Dirigida por Ángel Fernández Montesinos con dirección musical de Augusto Algueró, decorados de Emilio Burgos y coreografía de Giorgio Aresu. A través del espectáculo se pretendía hacer un repaso por algunos de los números más célebres de la revista musical española, con música de los maestros Quiroga, Moraleda y Alonso. No obstante contaba igualmente con temas originales como el que da título a la comedia, de Algueró.
Fue interpretada por Concha Velasco, Paco Valladares, Margot Cottens (luego sustituida por Carmen Lozano), José Cerro, Manuel Bandera, Juan Carlos Martín y Alberto Denis.
Fue transmitida por Televisión española el 25 de diciembre de 1989.